# Корниль, Андре Виктор

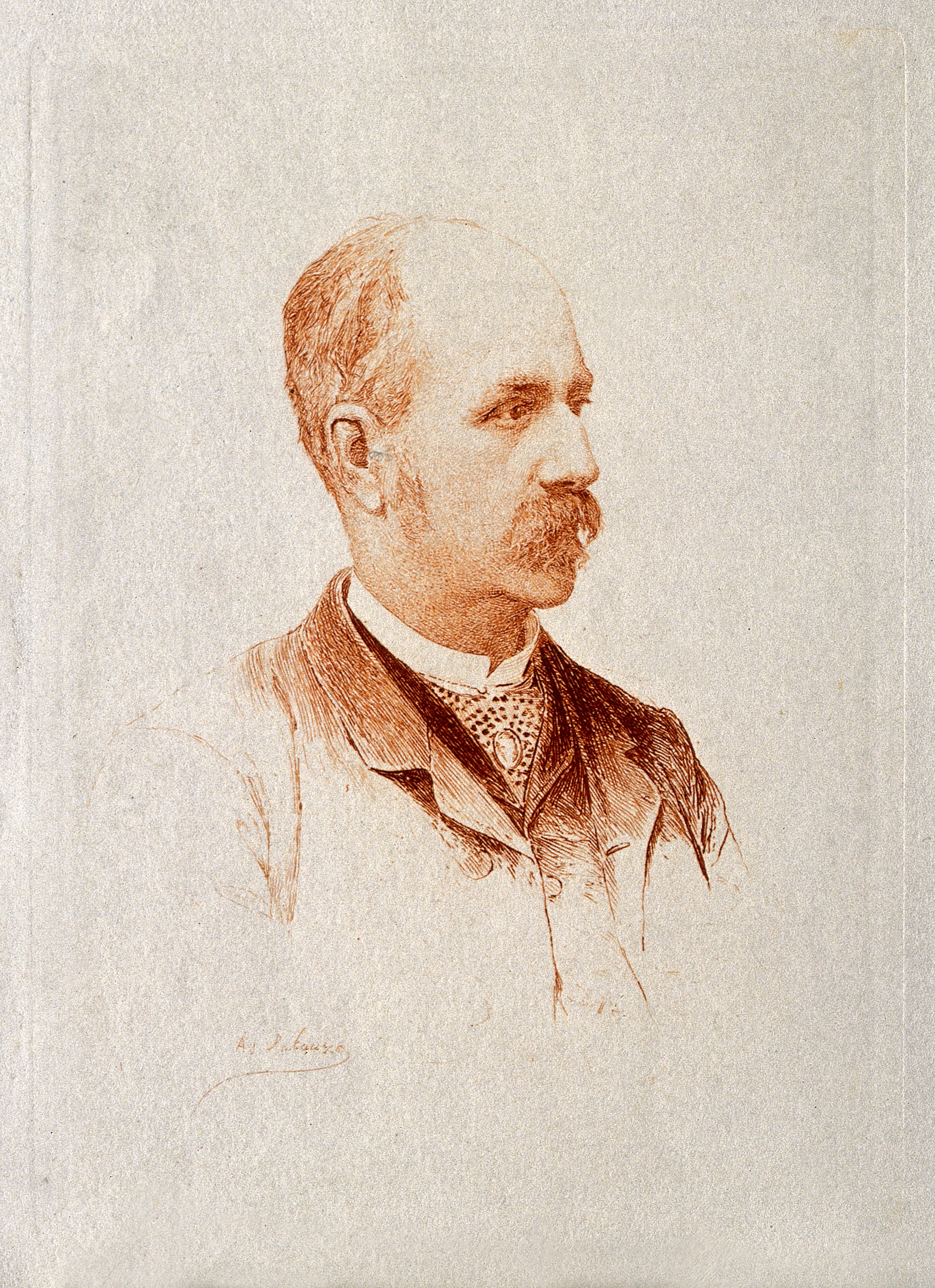
Портрет Корниля работы худ. А. Лалоза

Андре Виктор Корниль (фр. André Victor Cornil; 1837—1908) — французский врач, медик, гистолог.

## Биография
Закончив своё медицинское образование в Париже в 1860, Корниль в 1866 был назначен заведующим клиниками, и с 1882 работал профессором патологической анатомии. Главные работы Корниля принадлежат к области микроскопической анатомии, патологии и бактериологии. Из основанной им в 1865, вместе с Ранвье, лаборатории вышел ряд замечательных работ многих французских учёных. Открытый им в 1884 в Hotel Dieu частный клинический курс привлекал к Корнилю множество студентов и врачей. Так, в период 1886—1888 годов в лаборатории Корниля работал известный бактериолог Фернан Видаль.

## Труды
- «Du Cancer et de ses caractères anatomiques» (1865, премия медицинской академии);
- «De la phtisie pulmonaire» (1867, и 2 изд. 1889);
- «Des différentes espèces de néphrites» (1869);
- «Lecons sur l’anatomie pathologique» (1874);
- «Lecons sur les lesions anatomiques du foie» (1874);
- «Lecons sur la syphilis faites à l’hopital de Lourcine» (1879);
- «Sur la dégénérescence amyloïde des organes» («Arch. de physiol.» 1875 и Journ de l’anât., 1886);
- «Leçons sur les cirrhoses» (1882—1883);
- «Les bactéries et leur rôle dans l’anatomie et l’histologie pathologique des maladies infectieuses» (1 изд. с атлас., 1885);
- «Cholera des canards» (в сотруд. с Тупэ, 1888);
- «Leçons sur les méirites» (1889) и др.

Корниль был президентом анатомического общества с 1883. С 1876 до 1882 был депутатом, а в 1885 избран сенатором.